# 若杉拓哉
若杉 拓哉（わかすぎ たくや、1993年11月24日 - ）は、熊本県出身のプロサッカー選手。ポジションは、フォワード。

## 経歴
筑波大学在学中は関東選抜Bに選出されるなどしたが、大学4年時を大怪我で棒に振ってしまいJリーグからのオファーを得ることが出来なかった。
大学卒業後はLB-BRB TOKYOに加入していたが、ロアッソ熊本の練習に参加。能力を認められ2016年7月19日に加入が発表され、7試合に出場した。同年12月23日、契約満了により退団することが発表された。

## 所属クラブ
- 大道小学校
- 山鹿市立山鹿中学校
- 熊本県立大津高等学校
- 筑波大学
- 2016年4月-7月 LB-BRB TOKYO
- 2016年7月 - 12月 ロアッソ熊本

## 個人成績
| 国内大会個人成績 | 国内大会個人成績 | 国内大会個人成績 | 国内大会個人成績 | 国内大会個人成績 | 国内大会個人成績 | 国内大会個人成績 | 国内大会個人成績 | 国内大会個人成績 | 国内大会個人成績 | 国内大会個人成績 | 国内大会個人成績 |
| 年度             | クラブ           | 背番号           | リーグ           | リーグ戦         | リーグ戦         | リーグ杯         | リーグ杯         | オープン杯       | オープン杯       | 期間通算         | 期間通算         |
| 年度             | クラブ           | 背番号           | リーグ           | 出場             | 得点             | 出場             | 得点             | 出場             | 得点             | 出場             | 得点             |
| 日本             | 日本             | 日本             | 日本             | リーグ戦         | リーグ戦         | リーグ杯         | リーグ杯         | 天皇杯           | 天皇杯           | 期間通算         | 期間通算         |
| ---------------- | ---------------- | ---------------- | ---------------- | ---------------- | ---------------- | ---------------- | ---------------- | ---------------- | ---------------- | ---------------- | ---------------- |
| 2016             | L東京            | 22               | 関東2部          | 1                | 0                | -                | -                | -                | -                | 1                | 0                |
| 2016             | 熊本             | 25               | J2               | 7                | 0                | -                | -                | 0                | 0                | 7                | 0                |
| 通算             | 日本             | 日本             | J2               | 7                | 0                | -                | -                | 0                | 0                | 7                | 0                |
| 通算             | 日本             | 日本             | 関東二部         | 1                | 0                | -                | -                | 0                | 0                | 1                | 0                |
| 総通算           | 総通算           | 総通算           | 総通算           | 8                | 0                | 0                | 0                | 0                | 0                | 8                | 0                |

その他の試合出場歴
- 2016全国社会人サッカー選手権大会関東予選 1試合0得点

- 公式戦初出場 - 2015年7月31日 J2第26節 東京ヴェルディ戦 (味の素スタジアム)

## 代表歴
- デンソーカップチャレンジ関東選抜B（2013年）